# Canton d'Argonne Suippe et Vesle
Le canton d'Argonne Suippe et Vesle est une circonscription électorale française du département de la Marne.

## Histoire
Un nouveau découpage territorial du département de la Marne entre en vigueur à l'occasion des élections départementales de 2015. Il est défini par le décret du 21 février 2014, en application des lois du 17 mai 2013 (loi organique 2013-402 et loi 2013-403). Les conseillers départementaux sont, à compter de ces élections, élus au scrutin majoritaire binominal mixte. Les électeurs de chaque canton élisent au Conseil départemental, nouvelle appellation du Conseil général, deux membres de sexe différent, qui se présentent en binôme de candidats. Les conseillers départementaux sont élus pour 6 ans au scrutin binominal majoritaire à deux tours, l'accès au second tour nécessitant 12,5 % des inscrits au 1er tour. En outre la totalité des conseillers départementaux est renouvelée. Ce nouveau mode de scrutin nécessite un redécoupage des cantons dont le nombre est divisé par deux avec arrondi à l'unité impaire supérieure si ce nombre n'est pas entier impair, assorti de conditions de seuils minimaux. Dans la Marne, le nombre de cantons passe ainsi de 44 à 23.
Le canton d'Argonne Suippe et Vesle est formé de communes des anciens cantons de Sainte-Menehould (27 communes), de Givry-en-Argonne (23 communes), de Ville-sur-Tourbe (17 communes), de Suippes (9 communes) et de Marson (3 communes). Avec ce redécoupage administratif, le territoire du canton s'est affranchi des limites d'arrondissements jusqu'en 2017, avec 67 communes incluses dans l'arrondissement de Sainte-Menehould, soit la totalité de l'arrondissement, et 12 dans celui de Châlons-en-Champagne. Le bureau centralisateur est situé à Sainte-Menehould.

## Représentation
| Période élective | Période élective | Mandat | Mandat   | Identité       | Nuance | Nuance | Qualité                                                                                              |
| ---------------- | ---------------- | ------ | -------- | -------------- | ------ | ------ | --- |
| 2015             | 2021             | 2015   | 2021     | Thierry Bussy  |        | LR     | Agriculteur, maire de Maffrécourt Vice-président du conseil départemental (agriculture, viticulture) |
| 2015             | 2021             | 2015   | 2021     | Valérie Morand |        | DVD    | Fleuriste à Suippes                                                                                  |
| 2021             | 2028             | 2021   | en cours | Thierry Bussy  |        | LR     | Conseiller sortant 9ème vice-président chargé de l'Agriculture et de la Viticulture                  |
| 2021             | 2028             | 2021   | en cours | Valérie Morand |        | DVD    | Conseillère sortante                                                                                 |

### Résultats détaillés

#### Élections de mars 2015
À l'issue du 1er tour des élections départementales de 2015, trois binômes sont en ballottage : Ghislain Mulot et Régine Picard (FN, 28,78 %), Thierry Bussy et Valérie Morand (UMP, 26,92 %) et Brigitte Chocardelle et Bertrand Courot (DVD, 26,32 %). Le taux de participation est de 53,19 % (8 920 votants sur 16 771 inscrits) contre 48,93 % au niveau départemental et 50,17 % au niveau national.
Au second tour, Thierry Bussy et Valérie Morand (UMP) sont élus avec 38,2 % des suffrages exprimés et un taux de participation de 55,46 % (3 386 voix pour 9 299 votants et 16 766 inscrits).

#### Élections de juin 2021
Le premier tour des élections départementales de 2021 est marqué par un très faible taux de participation (33,26 % au niveau national). Dans le canton d'Argonne Suippe et Vesle, ce taux de participation est de 34,45 % (5 716 votants sur 16 592 inscrits) contre 28,76 % au niveau départemental. À l'issue de ce premier tour, deux binômes sont en ballottage : Thierry Bussy et Valérie Morand (DVD, 70,4 %) et Valérie Berthelemy et Baptiste Philippo (RN, 29,6 %).
Le second tour des élections est marqué une nouvelle fois par une abstention massive équivalente au premier tour. Les taux de participation sont de 34,36 % au niveau national, 29,32 % dans le département et 34,55 % dans le canton d'Argonne Suippe et Vesle. Thierry Bussy et Valérie Morand (DVD) sont élus avec 71,37 % des suffrages exprimés (3 829 voix pour 5 735 votants et 16 601 inscrits),,.

## Composition
Le canton d'Argonne Suippe et Vesle comprend soixante-dix-neuf communes entières.
| Nom                                      | Code Insee | Intercommunalité            | Superficie (km2) | Population (dernière pop. légale) | Densité (hab./km2) | Modifier                                    |
| ---------------------------------------- | ---------- | --------------------------- | ---------------- | --------------------------------- | ------------------ | ------------------------------------------- |
| Sainte-Menehould (bureau centralisateur) | 51507      | CC de l'Argonne Champenoise | 57,11            | 4 166 (2022)                      | 73                 | modifier les données · modifier les données |
| Argers                                   | 51015      | CC de l'Argonne Champenoise | 6,97             | 109 (2022)                        | 16                 | modifier les données · modifier les données |
| Auve                                     | 51027      | CC de l'Argonne Champenoise | 23,30            | 313 (2022)                        | 13                 | modifier les données · modifier les données |
| Belval-en-Argonne                        | 51047      | CC de l'Argonne Champenoise | 12,17            | 44 (2022)                         | 3,6                | modifier les données · modifier les données |
| Berzieux                                 | 51053      | CC de l'Argonne Champenoise | 11,67            | 71 (2022)                         | 6,1                | modifier les données · modifier les données |
| Binarville                               | 51062      | CC de l'Argonne Champenoise | 16,61            | 87 (2022)                         | 5,2                | modifier les données · modifier les données |
| Braux-Saint-Remy                         | 51083      | CC de l'Argonne Champenoise | 9,57             | 81 (2022)                         | 8,5                | modifier les données · modifier les données |
| Braux-Sainte-Cohière                     | 51082      | CC de l'Argonne Champenoise | 6,21             | 94 (2022)                         | 15                 | modifier les données · modifier les données |
| Bussy-le-Château                         | 51097      | CC de la Région de Suippes  | 23,93            | 184 (2022)                        | 7,7                | modifier les données · modifier les données |
| Cernay-en-Dormois                        | 51104      | CC de l'Argonne Champenoise | 24,82            | 134 (2022)                        | 5,4                | modifier les données · modifier les données |
| La Chapelle-Felcourt                     | 51126      | CC de l'Argonne Champenoise | 9,58             | 45 (2022)                         | 4,7                | modifier les données · modifier les données |
| Les Charmontois                          | 51132      | CC de l'Argonne Champenoise | 14,65            | 119 (2022)                        | 8,1                | modifier les données · modifier les données |
| Le Châtelier                             | 51133      | CC de l'Argonne Champenoise | 10,70            | 63 (2022)                         | 5,9                | modifier les données · modifier les données |
| Châtrices                                | 51138      | CC de l'Argonne Champenoise | 19,53            | 36 (2022)                         | 1,8                | modifier les données · modifier les données |
| Chaudefontaine                           | 51139      | CC de l'Argonne Champenoise | 12,98            | 312 (2022)                        | 24                 | modifier les données · modifier les données |
| Le Chemin                                | 51143      | CC de l'Argonne Champenoise | 6,24             | 62 (2022)                         | 9,9                | modifier les données · modifier les données |
| La Cheppe                                | 51147      | CC de la Région de Suippes  | 23,90            | 326 (2022)                        | 14                 | modifier les données · modifier les données |
| Contault                                 | 51166      | CC de l'Argonne Champenoise | 9,62             | 67 (2022)                         | 7,0                | modifier les données · modifier les données |
| Courtémont                               | 51191      | CC de l'Argonne Champenoise | 10,57            | 62 (2022)                         | 5,9                | modifier les données · modifier les données |
| Courtisols                               | 51193      | CC de la Moivre à la Coole  | 65,62            | 2 345 (2022)                      | 36                 | modifier les données · modifier les données |
| La Croix-en-Champagne                    | 51197      | CC de la Région de Suippes  | 16,58            | 86 (2022)                         | 5,2                | modifier les données · modifier les données |
| Cuperly                                  | 51203      | CC de la Région de Suippes  | 20,92            | 219 (2022)                        | 10                 | modifier les données · modifier les données |
| Dampierre-le-Château                     | 51206      | CC de l'Argonne Champenoise | 11,13            | 117 (2022)                        | 11                 | modifier les données · modifier les données |
| Dommartin-Dampierre                      | 51211      | CC de l'Argonne Champenoise | 8,27             | 75 (2022)                         | 9,1                | modifier les données · modifier les données |
| Dommartin-sous-Hans                      | 51213      | CC de l'Argonne Champenoise | 6,49             | 45 (2022)                         | 6,9                | modifier les données · modifier les données |
| Dommartin-Varimont                       | 51214      | CC de l'Argonne Champenoise | 23,60            | 136 (2022)                        | 5,8                | modifier les données · modifier les données |
| Éclaires                                 | 51222      | CC de l'Argonne Champenoise | 10,96            | 86 (2022)                         | 7,8                | modifier les données · modifier les données |
| Élise-Daucourt                           | 51228      | CC de l'Argonne Champenoise | 15,32            | 81 (2022)                         | 5,3                | modifier les données · modifier les données |
| Épense                                   | 51229      | CC de l'Argonne Champenoise | 11,32            | 123 (2022)                        | 11                 | modifier les données · modifier les données |
| Florent-en-Argonne                       | 51253      | CC de l'Argonne Champenoise | 12,29            | 217 (2022)                        | 18                 | modifier les données · modifier les données |
| Fontaine-en-Dormois                      | 51255      | CC de l'Argonne Champenoise | 5,29             | 15 (2022)                         | 2,8                | modifier les données · modifier les données |
| Givry-en-Argonne                         | 51272      | CC de l'Argonne Champenoise | 7,66             | 451 (2022)                        | 59                 | modifier les données · modifier les données |
| Gizaucourt                               | 51274      | CC de l'Argonne Champenoise | 7,79             | 116 (2022)                        | 15                 | modifier les données · modifier les données |
| Gratreuil                                | 51280      | CC de l'Argonne Champenoise | 4,77             | 21 (2022)                         | 4,4                | modifier les données · modifier les données |
| Hans                                     | 51283      | CC de l'Argonne Champenoise | 19,50            | 122 (2022)                        | 6,3                | modifier les données · modifier les données |
| Herpont                                  | 51292      | CC de l'Argonne Champenoise | 23,00            | 122 (2022)                        | 5,3                | modifier les données · modifier les données |
| Jonchery-sur-Suippe                      | 51307      | CC de la Région de Suippes  | 24,74            | 228 (2022)                        | 9,2                | modifier les données · modifier les données |
| Laval-sur-Tourbe                         | 51317      | CC de la Région de Suippes  | 14,58            | 49 (2022)                         | 3,4                | modifier les données · modifier les données |
| Maffrécourt                              | 51336      | CC de l'Argonne Champenoise | 6,74             | 57 (2022)                         | 8,5                | modifier les données · modifier les données |
| Malmy                                    | 51341      | CC de l'Argonne Champenoise | 4,83             | 37 (2022)                         | 7,7                | modifier les données · modifier les données |
| Massiges                                 | 51355      | CC de l'Argonne Champenoise | 8,19             | 43 (2022)                         | 5,3                | modifier les données · modifier les données |
| Minaucourt-le-Mesnil-lès-Hurlus          | 51368      | CC de l'Argonne Champenoise | 23,04            | 46 (2022)                         | 2,0                | modifier les données · modifier les données |
| Moiremont                                | 51370      | CC de l'Argonne Champenoise | 16,98            | 189 (2022)                        | 11                 | modifier les données · modifier les données |
| La Neuville-au-Pont                      | 51399      | CC de l'Argonne Champenoise | 15,11            | 489 (2022)                        | 32                 | modifier les données · modifier les données |
| La Neuville-aux-Bois                     | 51397      | CC de l'Argonne Champenoise | 14,48            | 138 (2022)                        | 9,5                | modifier les données · modifier les données |
| Noirlieu                                 | 51404      | CC de l'Argonne Champenoise | 13,73            | 110 (2022)                        | 8,0                | modifier les données · modifier les données |
| Passavant-en-Argonne                     | 51424      | CC de l'Argonne Champenoise | 7,24             | 177 (2022)                        | 24                 | modifier les données · modifier les données |
| Poix                                     | 51438      | CC de la Moivre à la Coole  | 14,72            | 71 (2022)                         | 4,8                | modifier les données · modifier les données |
| Rapsécourt                               | 51452      | CC de l'Argonne Champenoise | 7,23             | 33 (2022)                         | 4,6                | modifier les données · modifier les données |
| Remicourt                                | 51456      | CC de l'Argonne Champenoise | 9,37             | 57 (2022)                         | 6,1                | modifier les données · modifier les données |
| Rouvroy-Ripont                           | 51470      | CC de l'Argonne Champenoise | 11,77            | 3 (2022)                          | 0,25               | modifier les données · modifier les données |
| Saint-Hilaire-le-Grand                   | 51486      | CC de la Région de Suippes  | 42,39            | 359 (2022)                        | 8,5                | modifier les données · modifier les données |
| Saint-Jean-sur-Tourbe                    | 51491      | CC de la Région de Suippes  | 17,04            | 90 (2022)                         | 5,3                | modifier les données · modifier les données |
| Saint-Mard-sur-Auve                      | 51498      | CC de l'Argonne Champenoise | 10,10            | 64 (2022)                         | 6,3                | modifier les données · modifier les données |
| Saint-Mard-sur-le-Mont                   | 51500      | CC de l'Argonne Champenoise | 13,69            | 114 (2022)                        | 8,3                | modifier les données · modifier les données |
| Saint-Remy-sur-Bussy                     | 51515      | CC de la Région de Suippes  | 34,65            | 329 (2022)                        | 9,5                | modifier les données · modifier les données |
| Saint-Thomas-en-Argonne                  | 51519      | CC de l'Argonne Champenoise | 4,43             | 37 (2022)                         | 8,4                | modifier les données · modifier les données |
| Sainte-Marie-à-Py                        | 51501      | CC de la Région de Suippes  | 26,92            | 195 (2022)                        | 7,2                | modifier les données · modifier les données |
| Servon-Melzicourt                        | 51533      | CC de l'Argonne Champenoise | 25,78            | 89 (2022)                         | 3,5                | modifier les données · modifier les données |
| Sivry-Ante                               | 51537      | CC de l'Argonne Champenoise | 21,60            | 178 (2022)                        | 8,2                | modifier les données · modifier les données |
| Somme-Bionne                             | 51543      | CC de l'Argonne Champenoise | 9,21             | 68 (2022)                         | 7,4                | modifier les données · modifier les données |
| Somme-Suippe                             | 51546      | CC de la Région de Suippes  | 31,51            | 511 (2022)                        | 16                 | modifier les données · modifier les données |
| Somme-Tourbe                             | 51547      | CC de la Région de Suippes  | 19,39            | 141 (2022)                        | 7,3                | modifier les données · modifier les données |
| Somme-Vesle                              | 51548      | CC de la Moivre à la Coole  | 35,31            | 346 (2022)                        | 9,8                | modifier les données · modifier les données |
| Somme-Yèvre                              | 51549      | CC de l'Argonne Champenoise | 21,57            | 112 (2022)                        | 5,2                | modifier les données · modifier les données |
| Sommepy-Tahure                           | 51544      | CC de la Région de Suippes  | 68,24            | 656 (2022)                        | 9,6                | modifier les données · modifier les données |
| Souain-Perthes-lès-Hurlus                | 51553      | CC de la Région de Suippes  | 53,12            | 260 (2022)                        | 4,9                | modifier les données · modifier les données |
| Suippes                                  | 51559      | CC de la Région de Suippes  | 42,25            | 3 898 (2022)                      | 92                 | modifier les données · modifier les données |
| Tilloy-et-Bellay                         | 51572      | CC de la Région de Suippes  | 19,34            | 234 (2022)                        | 12                 | modifier les données · modifier les données |
| Valmy                                    | 51588      | CC de l'Argonne Champenoise | 24,28            | 240 (2022)                        | 9,9                | modifier les données · modifier les données |
| Verrières                                | 51610      | CC de l'Argonne Champenoise | 5,80             | 406 (2022)                        | 70                 | modifier les données · modifier les données |
| Le Vieil-Dampierre                       | 51619      | CC de l'Argonne Champenoise | 13,78            | 106 (2022)                        | 7,7                | modifier les données · modifier les données |
| Vienne-la-Ville                          | 51620      | CC de l'Argonne Champenoise | 7,48             | 162 (2022)                        | 22                 | modifier les données · modifier les données |
| Vienne-le-Château                        | 51621      | CC de l'Argonne Champenoise | 51,36            | 515 (2022)                        | 10                 | modifier les données · modifier les données |
| Ville-sur-Tourbe                         | 51640      | CC de l'Argonne Champenoise | 11,13            | 214 (2022)                        | 19                 | modifier les données · modifier les données |
| Villers-en-Argonne                       | 51632      | CC de l'Argonne Champenoise | 9,57             | 215 (2022)                        | 22                 | modifier les données · modifier les données |
| Virginy                                  | 51646      | CC de l'Argonne Champenoise | 12,28            | 83 (2022)                         | 6,8                | modifier les données · modifier les données |
| Voilemont                                | 51650      | CC de l'Argonne Champenoise | 5,81             | 47 (2022)                         | 8,1                | modifier les données · modifier les données |
| Wargemoulin-Hurlus                       | 51659      | CC de l'Argonne Champenoise | 15,17            | 46 (2022)                         | 3,0                | modifier les données · modifier les données |
| Canton d'Argonne Suippe et Vesle         | 5101       |                             | 1 426,59         | 22 194 (2022)                     | 16                 | modifier les données                        |

## Démographie
En 2022, le canton comptait 22 194 habitants, en évolution de −2,19 % par rapport à 2016 (Marne : −1,19 %, France hors Mayotte : +2,11 %).
| 2013   | 2018   | 2022   |
| ------ | ------ | ------ |
| 23 029 | 22 524 | 22 194 |